# Włodzimierz Stępiński (1929–2000)

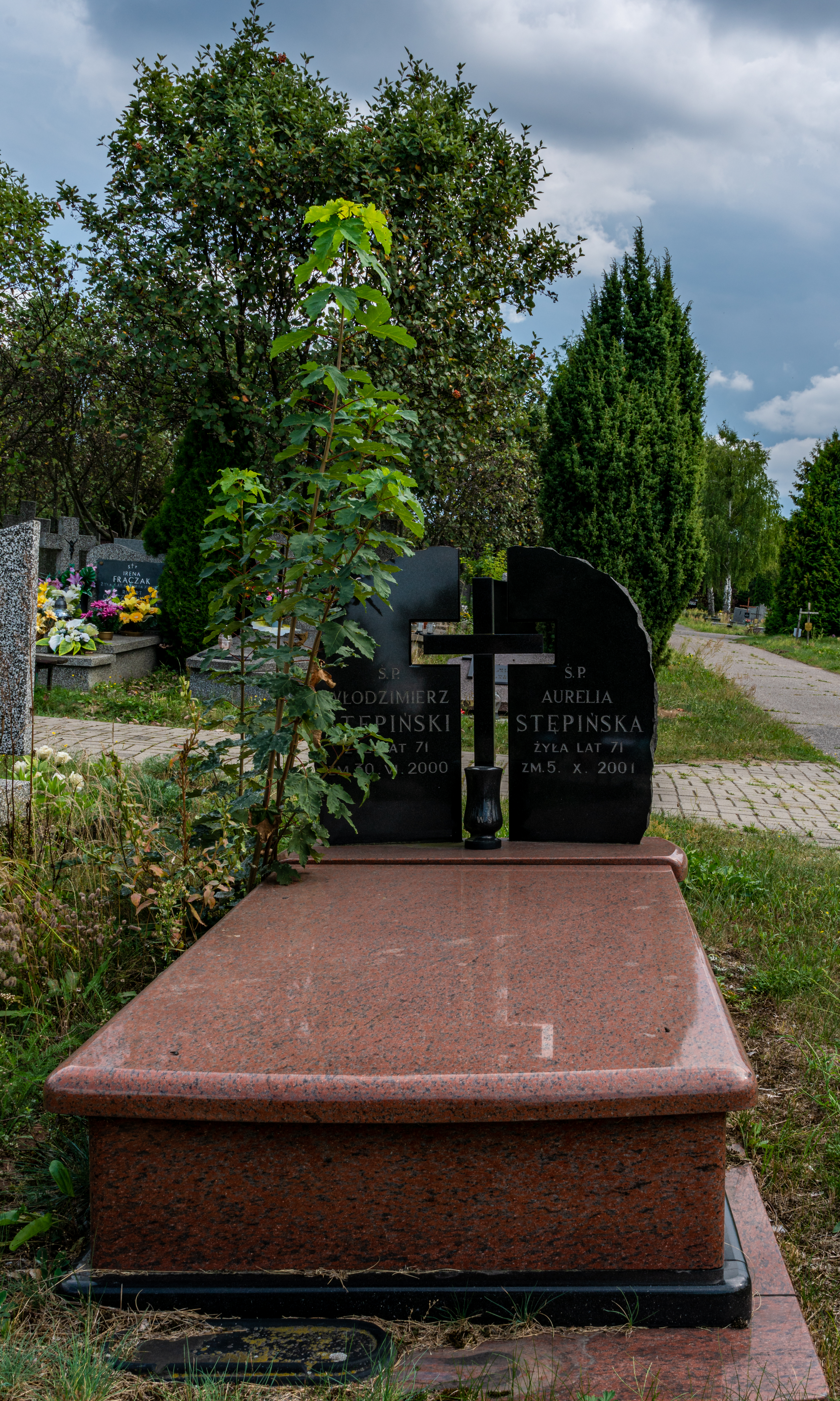
Grób Włodzimierza Stępińskiego na cmentarzu Komunalnym Północnym w Warszawie

Włodzimierz Stępiński (ur. 16 lutego 1929 r. w Częstochowie zm. w 30 czerwca 2000 r.) – aktor niezawodowy, dziennikarz radiowy.

## Życiorys
W 1974 roku zdobył wykształcenie po roku ukończenia studiów na Zaocznym Wyższym Studium Zawodowym Realizacji Telewizyjnej Programów Dziennikarskich PWSFTviT w Łodzi. Nie był aktorem zawodowym, realizował filmy związane z WFDiF, był autorem scenariuszy do filmów dokumentalnych, pracował w Polskim Radiu jako dziennikarz.
Pochowany na Cmentarzu Komunalnym Północnym w Warszawie (kwatera S-VII-10-2-21).

## Filmografia
- 1964 – Barbara i Jan –   obsada aktorska (sekretarz redaktora naczelnego),
- 1964 – Pingwin – obsada aktorska (mężczyzna pod budką z piwem)
- 1976 – Przepraszam, czy tu biją? –  obsada aktorska (Olo, dyrektor domu towarowego)
- 1977 – Sam na sam –  obsada aktorska (pielęgniarz ze szpitala psychiatrycznego)
- 1978 – Wielki podryw – obsada aktorska (mężczyzna w restauracji)
- 1981 – Filip z konopi – obsada aktorska (sąsiad z krzywą podłogą)
- 1981 – Murmurando – obsada aktorska (prelegent)
- 1981 – Pogotowie przyjedzie – obsada aktorska (Kubuś)
- 1982 – Prognoza pogody – obsada aktorska (przewodniczący zebrania)
- 1982 – Smak czekolady –  obsada aktorska (wuj Filipa)
- 1984 – Jak się pozbyć czarnego kota –  obsada aktorska (mężczyzna na przyjęciu)
- 1984 – Pan na Żuławach – obsada aktorska (towarzysz z KW)
- 1986 – Zmiennicy –  obsada aktorska (człowiek pana Andrzeja)
- 1988 – Czarodziej z Harlemu – obsada aktorska (dyrektor masarni)
- 1989 – Powrót wabiszczura –  obsada aktorska (Bandzioch)
- 1993 – C'est Mon Histoire – obsada aktorska (mężczyzna sprzedający czołgi Arabom)
- 1993 – Człowiek z ... – obsada aktorska (pan Włodek)
- 1995 – Tato – obsada aktorska (goryl wynajęty przez teściową Michała)